# Robert Markuš
Robert Markuš, cyr. Роберт Маркуш (ur. 7 października 1983 w Bačkiej Topoli) – serbski szachista, arcymistrz od 2004 roku.

## Kariera szachowa
W latach 1994, 1995 i 1996 reprezentował Serbię i Czarnogórę na mistrzostwach świata juniorów. W 1999 r. podzielił I m. w Budapeszcie (turniej Elekes-B, wspólnie z Nikolą Sedlakiem i Istvanem Lorinczem) oraz zajął w tym mieście II m. w turnieju First Saturday FS05 IM (za Blazimirem Kovaceviciem). W 2000 r. w arcymistrzowskiej edycji tego turnieju (FS12 GM) zajął III m. (za Tejmurem Radżabowem i Ferencem Berkesem), w 2001 r. podzielił II m. w Paks (za Attilą Groszpeterem, wspólnie z Andrasem Flumbortem) oraz zwyciężył (wspólnie z Goranem Todoroviciem) we Vrsacu, natomiast w 2002 r. podzielił II m. w Obrenovacu (za Miodragiem Saviciem, wspólnie z m.in. Olegiem Romaniszynem, Bosko Abramoviciem i Milosem Perunoviciem). W 2003 r. wypełnił trzy normy na tytuł arcymistrza: w Suboticy (dz. III m. za Aleksandrem Delczewem i Kimem Pilgaardem) i Barze (dz. II m. za Branko Damljanoviciem) oraz na drużynowych mistrzostwach Bośni i Hercegowiny, podzielił również I m. w Bijeljinie (wspólnie z Mircea Parligrasem i Daliborem Stojanoviciem) oraz II m. w Zadarze (za Zdenko Kożulem, wspólnie z m.in. Maratem Makarowem i Hrvoje Steviciem). W 2004 r. podzielił I m. w silnie obsadzonym turnieju w Reykjaviku (wspólnie z Jaanem Ehlvestem, Aleksiejem Driejewem, Emilem Sutowskim, Igorem-Alexandre Natafem, Władimirem Jepiszynem, Janem Timmanem i Lewonem Aronianem), w 2005 r. zwyciężył w Rijece, natomiast w 2006 r. podzielił II m. w Novej Goricy (za Zurabem Azmaiparaszwilim, wspólnie ze Zdenko Kożulem, Władimirem Jepiszynem i Dusko Pavasoviciem) oraz w Rijece (za Ante Sariciem, wspólnie z Ognjenem Cvitanem). W 2008 r. zwyciężył w Ptuju, podzielił również I m. w Ajos Kirikos (wspólnie z Christosem Banikasem) i w Suboticy (wspólnie z Mariusem Manolache i Milosem Roganoviciem), natomiast w 2009 r. podzielił I m. (wspólnie z Miodragiem Saviciem) w Zupanji.
W 2005 i 2007 r. dwukrotnie startował w turniejach o Puchar Świata, w obu przypadkach przegrywając swoje pojedynki w I rundach (odpowiednio z Michaiłem Gurewiczem oraz Wangiem Hao).
Wielokrotnie reprezentował Jugosławię, Serbię i Czarnogórę oraz Serbię w turniejach drużynowych, m.in.:
- pięciokrotnie na olimpiadach szachowych (w latach 2004, 2006, 2010, 2012, 2014)[4],
- trzykrotnie na drużynowych mistrzostwach Europy (w latach 2005, 2007, 2009)[5],
- na olimpiadzie szachowej juniorów do 16 lat (w roku 1995)[6],
- na drużynowych mistrzostwach Europy juniorów do 18 lat (w roku 2000)[7].

Najwyższy ranking w dotychczasowej karierze osiągnął 1 lipca 2011 r., z wynikiem 2652 punktów zajmował wówczas 95. miejsce na światowej liście FIDE, jednocześnie zajmując 1. miejsce wśród serbskich szachistów.

## Życie prywatne
Żoną Roberta Markuša jest słoweńska arcymistrzyni, Ana Srebrnič.